# ایرازپین
ایرازپین (انگلیسی: Irazepine) یک مشتق بنزودیازپین حاوی گروه عاملی ایزوتیوسیانات است. این یک پادکنشگر غیر رقابتی محل اتصال بنزودیازپین است. ایرازپین و سایر بنزودیازپین‌های آلکیله‌کننده، مانند کنازپین، به‌صورت غیررقابتی (کووالانسی) در شرایط آزمایشگاهی به گیرنده‌های بنزودیازپین مغز متصل می‌شوند و ممکن است اثر ضد تشنجی طولانی‌مدتی داشته باشند.